# Kleinwendern
Kleinwendern ist ein Gemeindeteil der Gemeinde Bad Alexandersbad im Landkreis Wunsiedel (Oberfranken, Bayern).

## Lage und Beschreibung
Das Dorf Kleinwendern liegt im Tal des Wendernerbachs südlich des Kernorts Bad Alexandersbad und ist mit dem Auto nur über diesen erreichbar. Nördlich des Orts verläuft die Bundesstraße 303. In der Liste der Baudenkmäler in Bad Alexandersbad ist für Kleinwendern kein Baudenkmal aufgeführt.
Das namentliche Gegenstück zu Kleinwendern ist Großwendern, die größere Entfernung der beiden Orte ist wohl siedlungsgeschichtlich zu erklären. Aus dem Landbuch der Sechsämter von 1499 geht hervor, dass sich Kleinwendern im Besitz des Pfarrers von Marktredwitz befand. Marktredwitz gehörte zu diesem Zeitpunkt als „Redwitz“ zur Stadt Eger (Cheb). Die Hochgerichtsbarkeit lag allerdings beim Kulmbacher Markgrafen, eine Gebühr – genannt Schutzhabern – war von den Bewohnern an das Amt Wunsiedel, als Teil des Sechsämterlandes, zu entrichten. Überliefert ist eine Plünderung des Dorfes durch bayerische Truppen, die von der leuchtenbergischen Burg Waldeck her kamen.
Im Jahr 1818 kam Kleinwendern zur Gemeinde Leutendorf. Seit 1957 gehört das Dorf zu Bad Alexandersbad. Der Schauspieler und Regisseur Heinz Rippert lebte seit den 1960er Jahren im Ort und war am Aufbau eines Dorfmuseums und der Herausgabe teils heimatkundlicher Schriften beteiligt.
Im Jahr 2018 war für die Verfilmung von Die kleine Hexe ein Hexenhaus im Wald gebaut worden. Kleinwendern zählte neben dem Bauernhofmuseum Kleinlosnitz zu den oberfränkischen Drehorten.
Seit 2019 ist Kleinwendern als „Arche-Dorf“ zertifiziert. Das Zertifikat wird von der Gesellschaft zur Erhaltung alter und gefährdeter Haustierrassen (GEH) vergeben. Voraussetzung ist, dass sich mit dem Ziel, die Tierrassenvielfalt zu demonstrieren und die Öffentlichkeit mit der Situation von alten, gefährdeten Nutztierrassen vertraut zu machen, mindestens vier tierhaltende Betriebe zu einer Dorfgemeinschaft zusammenschließen. In Kleinwendern widmet man sich unter anderem dem Erhalt des Roten Höhenviehs, der Coburger Füchse, der Thüringer Landziegen, des Rheinischen Scheckens und des Deutschen Reichshuhns. Mitte März 2022 wurden bei sieben Tierhaltern elf Rassen und rund 215 Tiere gezählt.

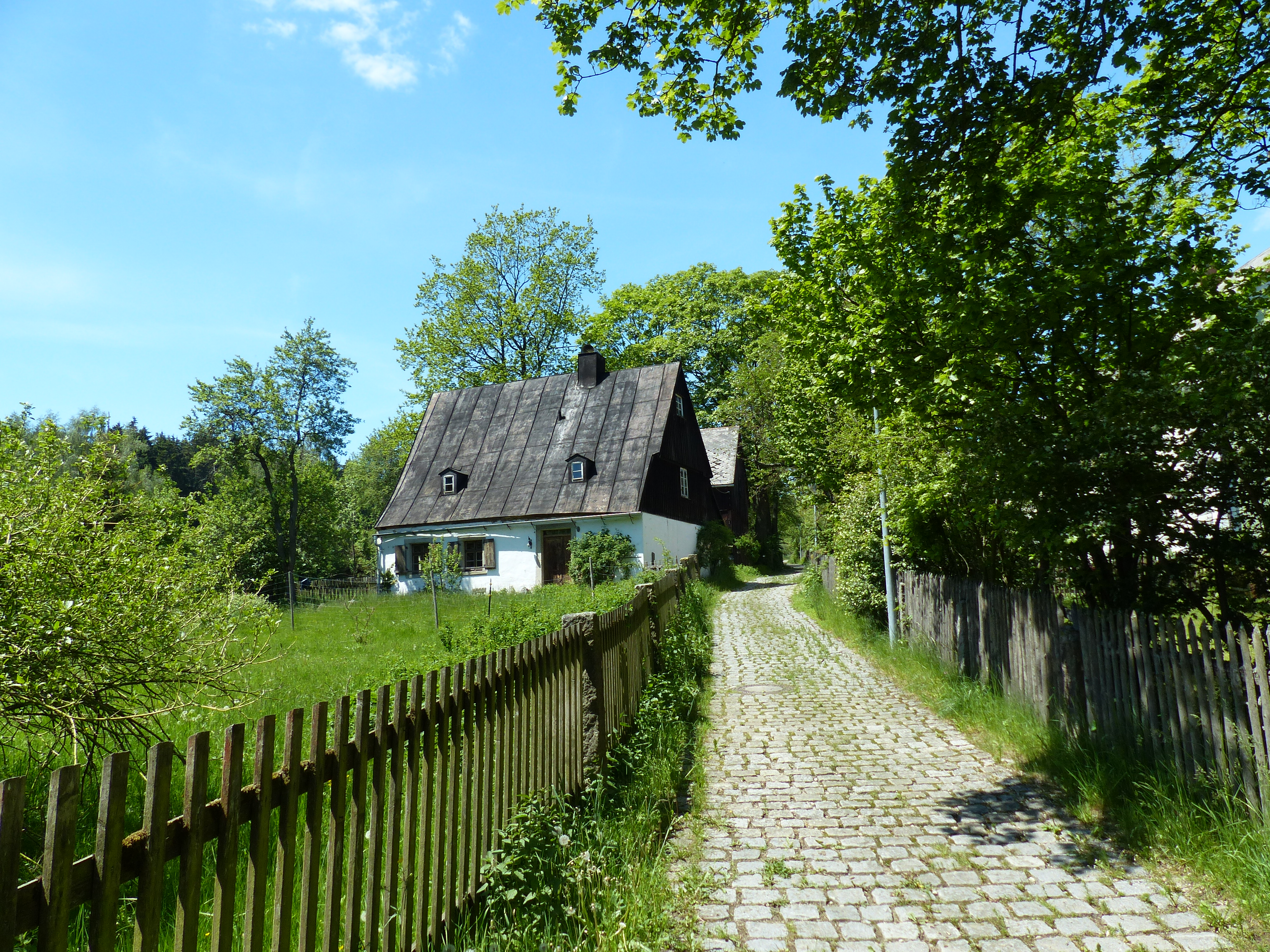
Ortsansicht
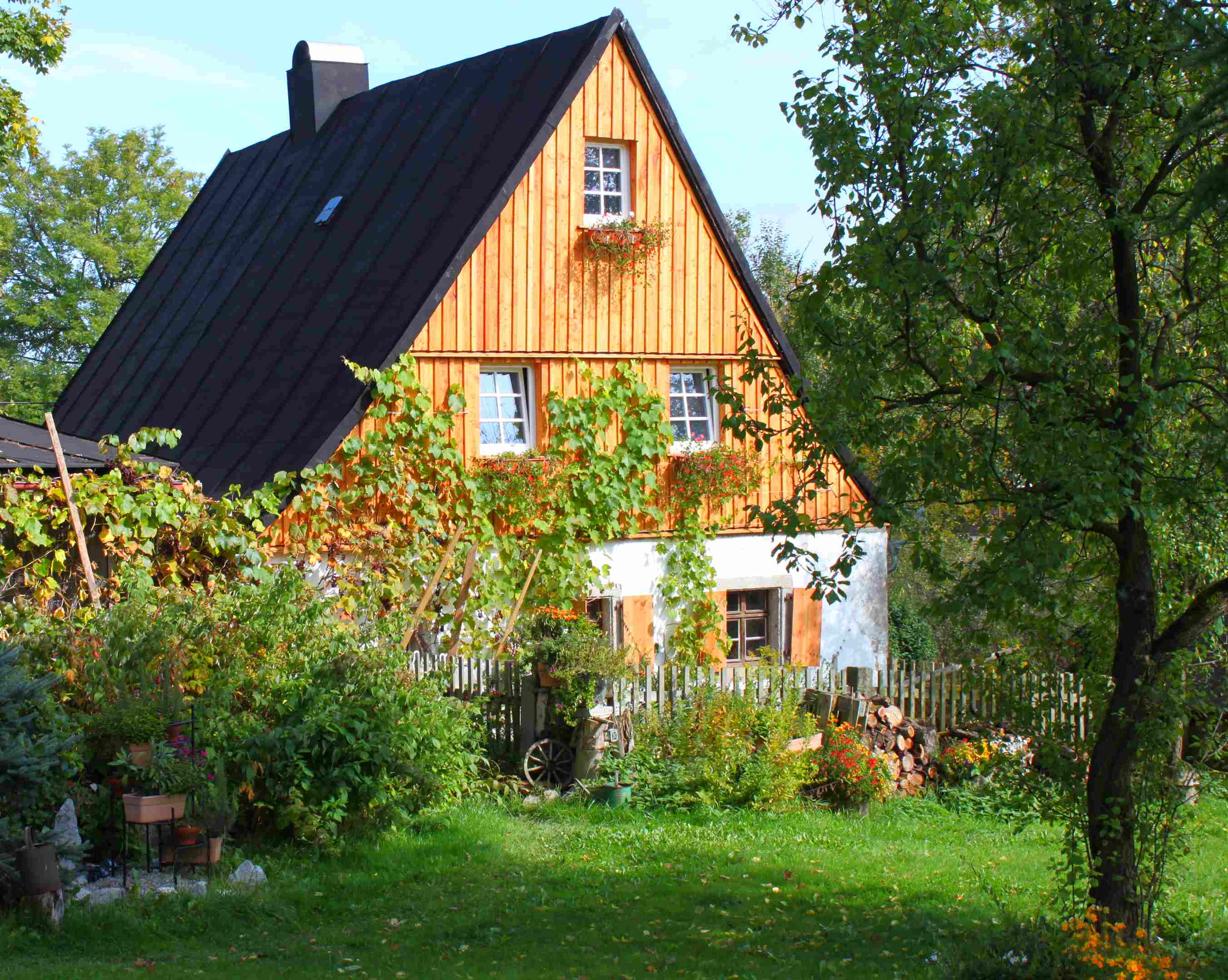
Dorfmuseum
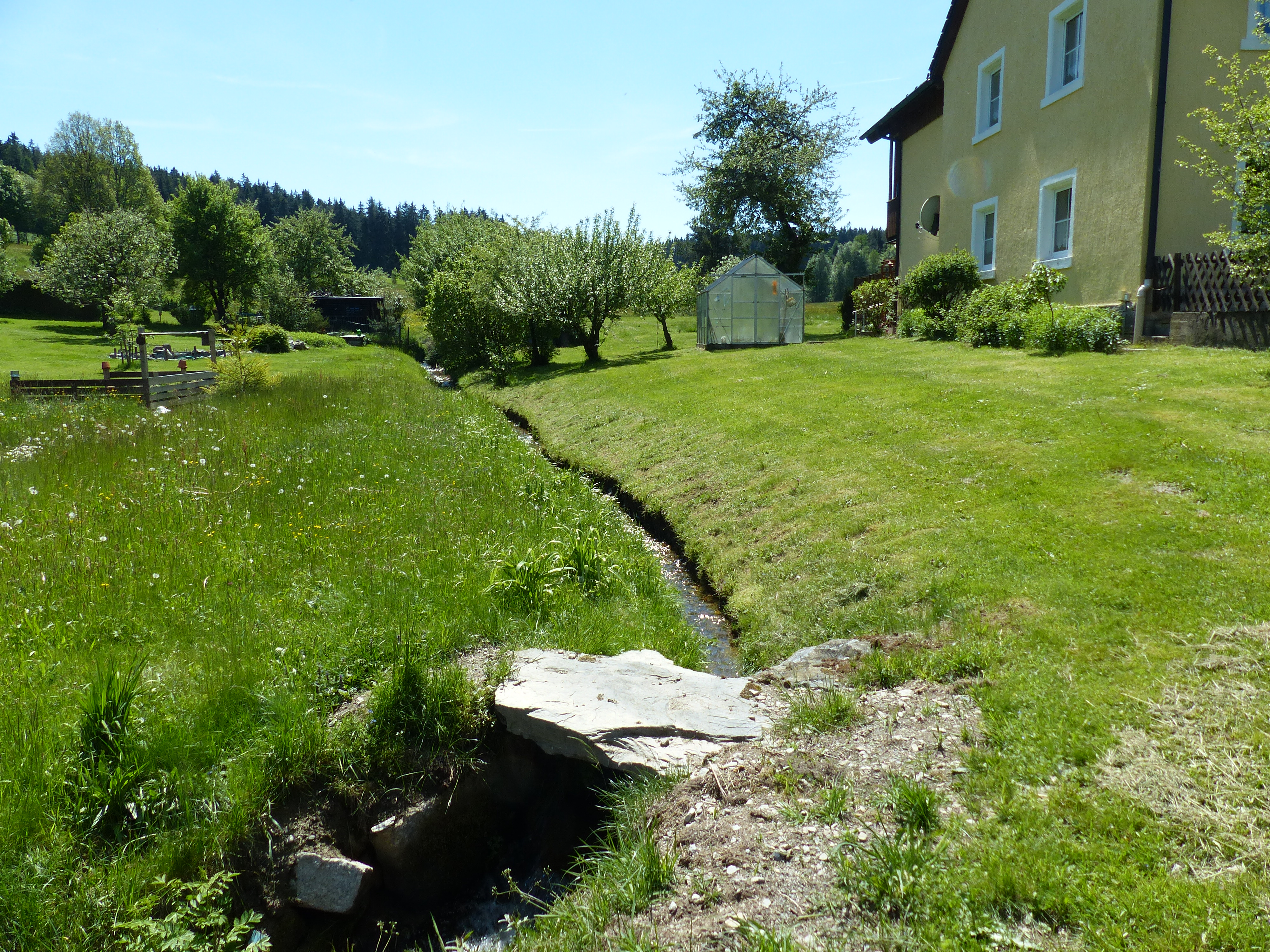
Wendenerbach

## Sehenswürdigkeiten
- Westlich des Ortes erstreckt sich das etwa 16 ha große Naturschutzgebiet Kleines Labyrinth.
- Der Wenderner Stein auf einer 686 m großen Anhöhe südöstlich des Ortes ist ein 36 m langer, 9 m breiter und 15 m hoher natürlicher Phyllitschiefer-Felsen. Er ist ein geschütztes Naturdenkmal und Geotop.
- Das Wanderwegenetz erstreckt sich bis zur Kösseine und dem Luisenburg-Felsenlabyrinth.